# Conférence internationale des partis et organisations marxistes-léninistes (Unité et lutte)
Ne doit pas être confondu avec Conférence internationale des partis et organisations marxistes-léninistes (correspondance de presse internationale).
La Conférence internationale des partis et organisations marxistes-léninistes (en anglais, International Conference of Marxist-Leninist Parties and Organizations, ICMLPO) est un petit courant politique stalinien se réclamant d'une lecture « anti-révisionniste » du marxisme-léninisme et réunissant des groupes politiques de divers pays. Cette tendance s'est longtemps réclamée du régime de la république populaire socialiste d'Albanie dirigé par Enver Hoxha, ce qui lui a valu d'être qualifiée de courant pro-albanais ou de courant « hoxhaïste ». La Conférence publie le périodique Unité et lutte (titre anglais : Unity & struggle).
Le courant pro-albanais se détache du maoïsme à partir de 1977 lorsque survient la rupture entre l'Albanie d'Enver Hoxha et la république populaire de Chine, après que la Chine eut renoncé, à la suite de la mort de Mao, à la stricte orthodoxie maoïste. Des groupes politiques pro-albanais, se réclamant du Parti du travail d'Albanie, apparaissent alors un peu partout dans le monde.
Au niveau international, les partis pro-albanais se sont réunis au sein de la Conférence internationale des partis et organisations marxistes-léninistes (ICMLPO). Lors de la rupture entre la république populaire de Chine et la république populaire socialiste d'Albanie, la Conférence s'est divisée entre partisans du maoïsme et stricts partisans de l'idéologie d'Enver Hoxha.

## Groupes affiliés à la Conférence internationale
Membres de l'ICMLPO en 2021
- Albanie : Parti communiste d'Albanie
- Allemagne : Organisation pour la construction du parti communiste ouvrier d'Allemagne (Arbeit Zukunft)
- Bangladesh : Parti communiste du Bangladesh (marxiste-léniniste)
- Bénin : Parti communiste du Bénin
- Bolivie : Parti communiste révolutionnaire
- Brésil : Parti communiste révolutionnaire (en)
- Burkina Faso : Parti communiste révolutionnaire voltaïque (en)
- Chili : Parti communiste révolutionnaire
- Colombie : Parti communiste de Colombie (marxiste-léniniste) (en)
- Côte d'Ivoire : Parti communiste révolutionnaire de Côte d'Ivoire
- Danemark : Parti communiste des travailleurs (en)
- Équateur : Parti communiste marxiste-léniniste de l'Équateur
- Espagne : Parti communiste d'Espagne (marxiste-léniniste) (en)
- France : Parti communiste des ouvriers de France
- Grèce : Mouvement pour la réorganisation du parti communiste de Grèce 1918-1955 (en)
- Inde : Organisation pour la démocratie révolutionnaire[4]
- Iran : Parti du travail d'Iran (en)
- Italie : Plate-forme communiste
- Maroc : Parti Annahj Addimocrati
- Mexique : Parti communiste du Mexique (marxiste-léniniste) (en)
- Norvège, Groupe marxiste-léniniste Révolution (en)
- Pakistan : Front des travailleurs du Pakistan
- Pérou : Parti communiste péruvien (marxiste-léniniste) (en)
- République dominicaine : Parti communiste du travail (en)
- Serbie : Alliance révolutionnaire du travail de Serbie
- Tunisie : Parti des travailleurs
- Turquie : Parti du travail
- Venezuela : Parti communiste marxiste-léniniste du Venezuela

### Membres observateurs
Membres observateurs de l'ICMLPO en 2021
- États-Unis : Parti américain du travail[5]
- Serbie : Alliance révolutionnaire du travail de Serbie[6]
- Uruguay : Parti communiste marxiste-léniniste d'Uruguay[7]